# Пісня про Сокола
«Пісня про Сокола» — твір Максима Горького. Вперше надруковано 5 березня 1895 року в «Самарській газеті»; при першій публікації текст включено до оповідання «У Чорномор'ї» (рос. В Черноморье), що входить до циклу «Тіньові картинки» (рос. Теневые картинки). До книжкової публікації у збірнику «Нариси та оповідання» (рос. Очерки и рассказы; 1898) автор зробив у тексті низку виправлень, а для другого видання збірки 1899 року істотно переробив його і дав кінцеву назву. «Пісню про Сокола» перекладено багатьма мовами світу.

## Сюжет
Поранений у бою зі сильним супротивником Сокіл упав з небес на скелі і на зловтішне запитання Вужа відповів: «Так, я вмираю!.. Я жив на славу!.. Я знаю щастя!.. Я бачив небо… Ти не побачиш його так близько!.. Ех, бідолахо!». А потім "скрикнув… з журбою й болем, всю міць зібравши: «О, хоч би в небо ще раз злетіти!..». За порадою Вужа («Можливо, крила тебе підхоплять і поживеш тоді ще трохи в своїй стихії») він кинувся з краю прірви в ущелину, але, ударяючись об скелі, скотився вниз, де його тіло підхопило бурхливий потік. «Вуж довго думав про смерть сміливця, про зліт до неба» і вирішив звідати на собі, «злетівши в небо хоч на хвилину», що ж таке політ у небесах, чому птахи вважають це щастям. Він теж кинувся зі скелі, але не розбився, на відміну від Сокола, а розсміявся: «Так ось в чім розкіш злітань до неба! Вона — в падінні!.. Кумедні птиці!».
Тим часом у левиному реві хвиль гриміла пісня про горду птицю: «Безумству смілих співаєм славу!».

## Критичні оцінки
Радянська публіцистика та літературна критика приділяла «Пісні про Сокола» значну увагу. Омелян Ярославський зазначав у спогадах, що «заклики Горького та його полум'яні бойові пісні — „Буревісник“, його „Пісня про Сокола“ — мали не менший революційний вплив на маси, ніж прокламації окремих революційних комітетів партійної організації». Інший революціонер, Петро Заломов, згадував:
Пісня про Сокола була для нас цінніша за десятки прокламацій. Ми дивувалися дурості царської цензури, що її пропустила. Хіба тільки мертвий, або незмірно низький і боягузливий раб міг від неї не прокинутися, не спалахнути гнівом і жагою боротьби. <…> Вона була співзвучна нашим настроям, вона доводила нас до сліз захвату.Оригінальний текст (рос.)
Песня о Соколе была для нас ценнее десятков прокламаций. Мы изумлялись глупости царской цензуры, пропустившей её. Разве только мёртвый, или неизмеримо низкий и трусливый раб, мог от неё не проснуться, не загореться гневом и жаждой борьбы. <…> Она была созвучна нашим настроениям, она доводила нас до слёз восторга.
Володимир Ленін назвав свій відкритий лист Максиму Горькому, опублікований 1914 року, «Автору „Пісні про сокола“».

На думку І. О. Груздєва, автора біографії Максима Горького в серії «Життя чудових людей» (1960),
Ця «Пісня» — заклик до світла, до свободи — звернена була безпосередньо до революційних робітників, що протистоять громаді самодержавства та капіталістичних сил.Оригінальний текст (рос.)
Эта «Песня» — призыв к свету, к свободе — обращена была непосредственно к революционным рабочим, противостоящим громаде самодержавия и капиталистических сил.
Інакше оцінювала твір Горького права критика — так, М. О. Меньшиков 1900 року стверджував:
Ця «Пісня про Сокола» дуже багатьом подобається, багато хто з молоді від неї в захваті. Але мені ця річ здається надзвичайно фальшивою та слабкою, її навіть важко зрозуміти та вчити. Не кажучи про те, що вона погано написана крикливими фарбами, — вона наскрізь фальшива за моральним задумом.Оригінальний текст (рос.)
Эта «Песня о Соколе» очень многим нравится, многие из молодёжи от неё в восторге. Но мне эта вещь кажется необыкновенно фальшивой и слабой, её даже тяжело понять и учить. Не говоря о том, что она плохо написана, кричащими красками, — она насквозь фальшива по нравственному замыслу.

## У мистецтві
- Польский композитор Ґжеґож Фітельберг[pl] написав за мотивами твору Горького симфонічну поему «Пісня про сокола» (пол. Pieśń o sokole; 1905). На слова Горького написано однойменні твори радянських композиторів Рувима Пергамента[ru] (1942), Григорія Фінаровського (1946, 2-а ред. 1966), Олександра Крейна (1948), Юрія Чичкова[ru] (1953).
- Пісня Darko Rundek — Ruskaja
- Пісня Machine Spirit — Tale of the Falcon (2021)
- 1967 року режисер-мультиплікатор Борис Степанцев зняв анімаційний фільм «Пісня про Сокола[ru]». За словами режисера, |  | Своїм фільмом ми хотіли підкреслити, що наше мистецтво, як стверджував Горький, повинне активно виступати проти байдужості, міщанства, обивательщини — явищ, несумісних із суспільством майбутнього, — філософії зручної та ситої, філософії слизької та виверткої, філософії вужів. Так і виник Вуж — у нашій картині міщанин, приречений зрештою на загибель. Нам здавалося, що таке прочитання «Пісні про Сокола» не спотворить задуму автора, а, навпаки, змусить «Пісню» прозвучати з новою силою, злободенно і гостро…Оригінальний текст (рос.) Своим фильмом мы хотели подчеркнуть, что наше искусство, как утверждал Горький, должно активно выступать против равнодушия, мещанства, обывательщины — явлений, несовместимых с обществом будущего, — философии удобной и сытой, философии скользкой и изворотливой, философии ужей. Так и возник Уж — в нашей картине мещанин, обречённый в конечном итоге на гибель. Нам казалось, что такое прочтение «Песни о Соколе» не исказит замысел автора, а, напротив, заставит «Песню» прозвучать с новой силой, злободневно и остро… |